# A Message From the People
A Message from the People – album amerykańskiego muzyka Raya Charlesa, wydany w 1972 roku. Charles powrócił na nim do swojego charakterystycznego, żywiołowego stylu, który prezentował na pierwszych płytach. Tytuł albumu wprowadza do tematyki wszystkich piosenek, czyli przekazów, wiadomości i głosu ludzi. Na A Message From the People znalazł się m.in. hit Steviego Wondera „Heaven Help Us All”, lament „Hey Mister” oraz „Abraham, Martin and John”. Na płycie nie zabrakło również utworów soulowych („Every Saturday Night”) i bluesowych („Seems Like I Gotta Do Wrong”). Za aranżację wszystkich utworów odpowiedzialni byli Quincy Jones, Feller i Mike Post. Ich praca spotkała się z bardzo pozytywnymi opiniami. Krytycy docenili to, iż utrzymali oni piosenki w prostej formie, która pozwoliła, by Ray „błyszczał” w pełni.
Ostatnim utworem na A Message from the People jest „America the Beautiful” w interpretacji Charlesa, o której Ed Bradley z programu 60 Minutes powiedział: „to ostateczna wersja, amerykański hymn – klasyk, taki, jakim jest mężczyzna, który go wykonał”.

## Lista utworów
1. „Lift Every Voice and Sing”
2. „Seems Like I Gotta Do Wrong”
3. „Heaven Help Us All”
4. „There’ll Be No Peace Without All Men As One”
5. „Hey Mister”
6. „What Have They Done to My Song, Ma”
7. „Abraham, Martin and John”
8. „Take Me Home, Country Roads”
9. „Every Saturday Night”
10. „America the Beautiful”